# Orkanen (biograf)

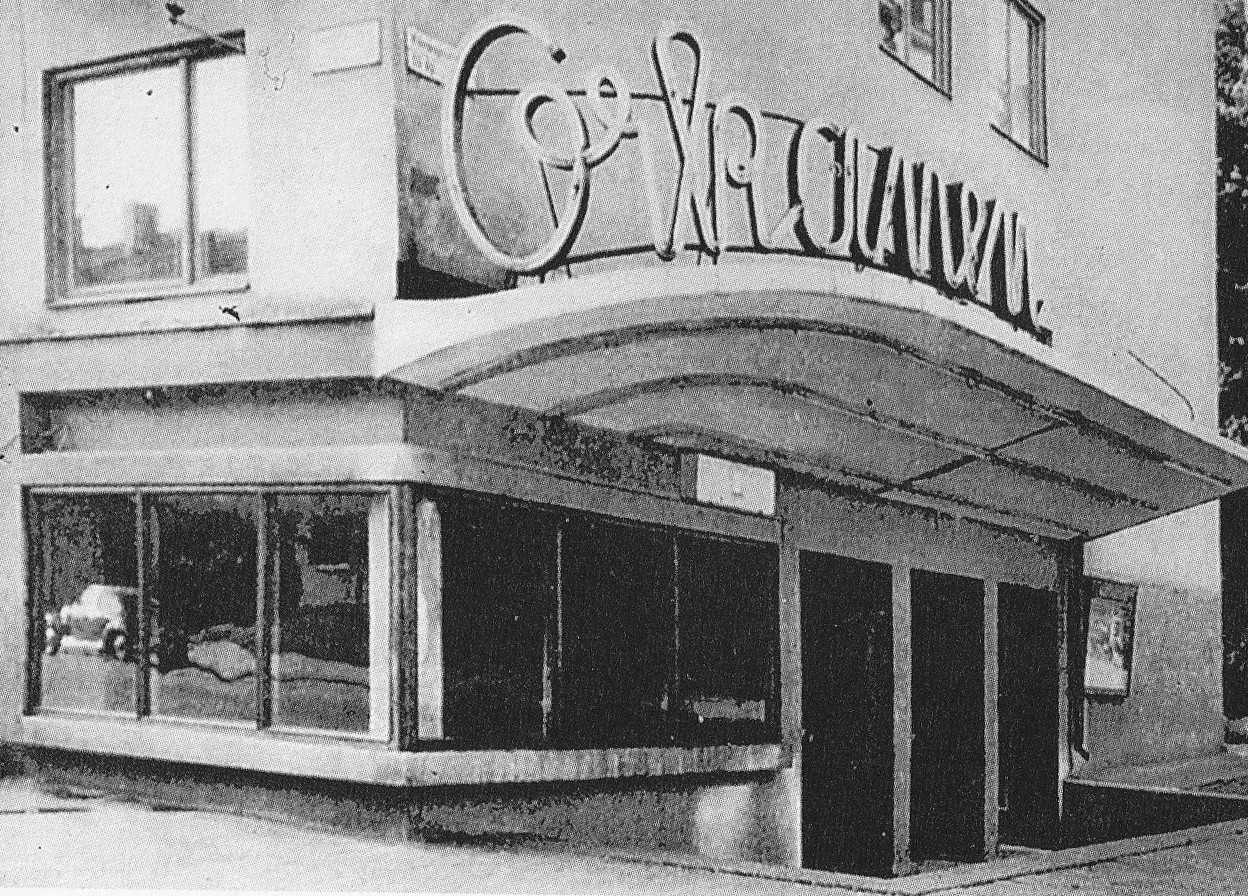
Biograf Orkanen, före 1960.

Orkanen är en numera nedlagd kvartersbiograf på Stora Essingen i Stockholm. Biografens adress var Vänskapsvägen 33 hörnet Badstrandsvägen 36 inte långt från Essingetorget. Orkanen invigdes den 18 november 1938 och lades ner under slutet av 1960-talet.

## Historik

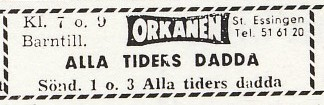
Annons, 20 nov. 1948.

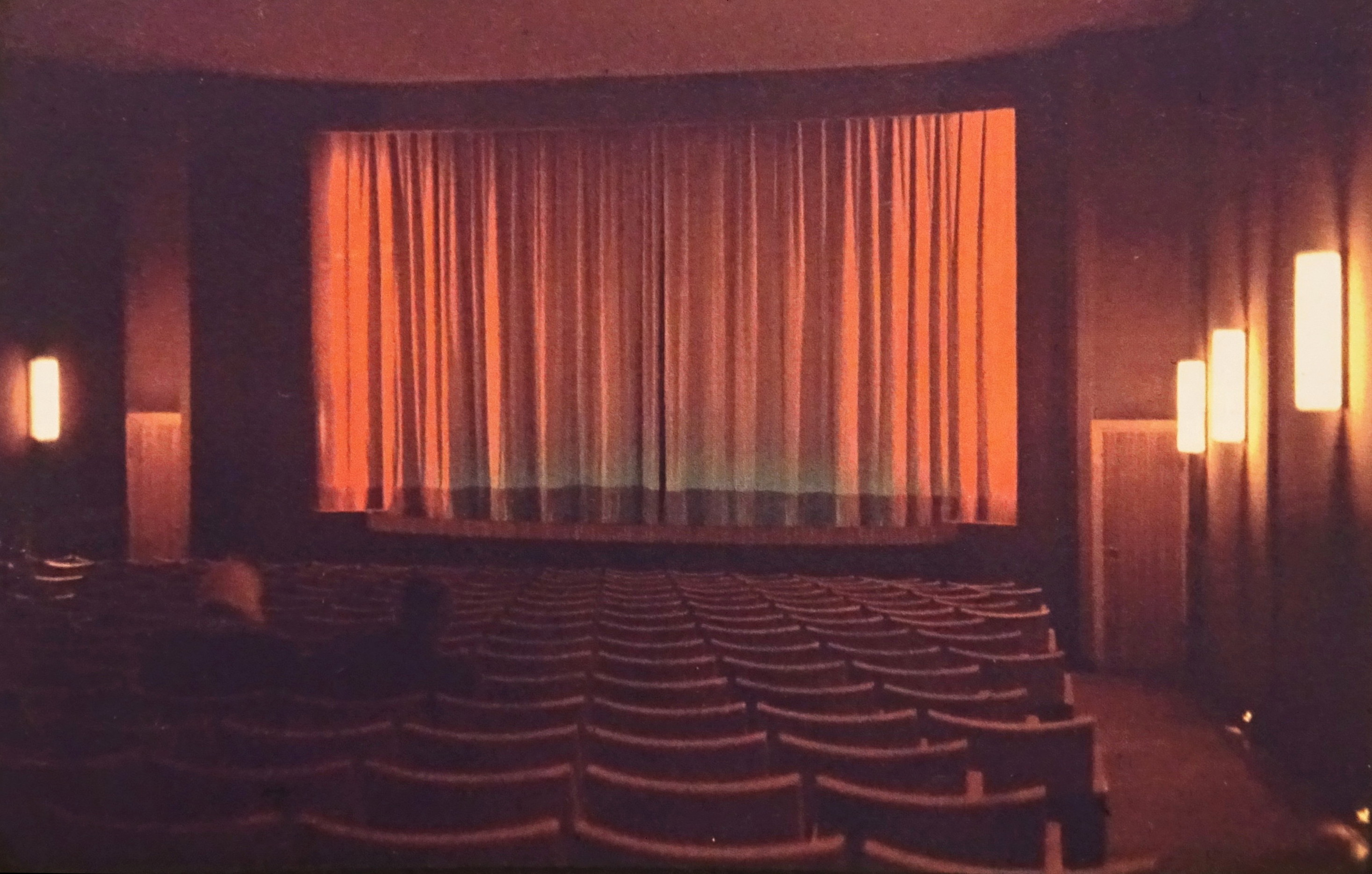
Salongen

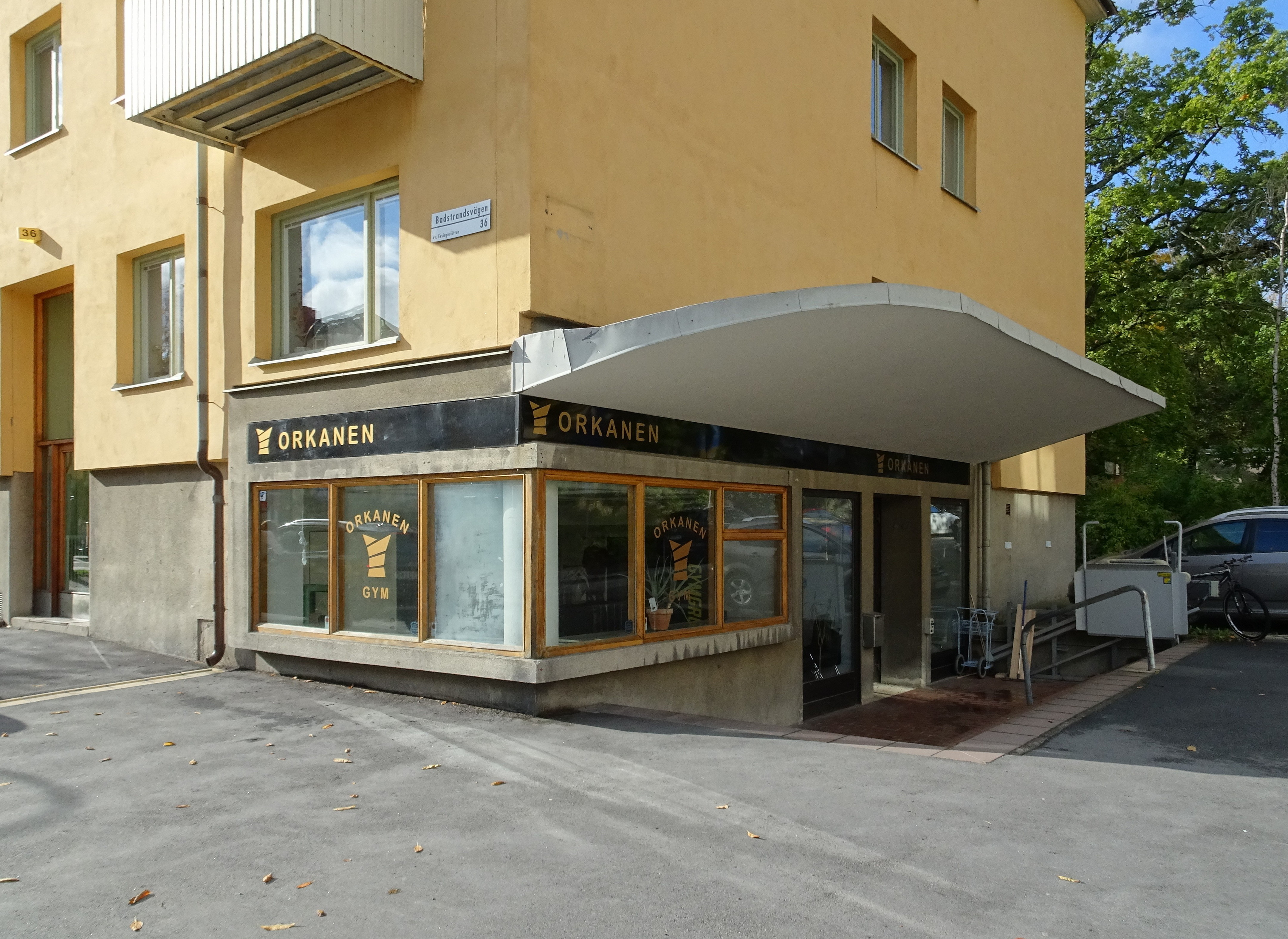
F.d. "Orkanen" med baldakinen, 2020

Orkanen startades av Nils G Andersson, som även drev biografen Facklan vid Östgötagatan på Södermalm. Biosalongen anordnades i källarvåningen av ett nyuppfört bostadshus. Skådespelaren och Essingebon Adolf Jahr höll invigningstalet 1938. Förmodligen var biografen döpt efter den första filmen som visades: "The Hurricane" eller som den hette på svenska "Orkanen".
När biografen öppnade var det den andra biografen på Essingeöarna; några månader tidigare hade Anders Sandrew startad Essinge-Bio på Lilla Essingen. Inredningen i Orkanen gestaltades av arkitekt Tore Fridell vid arkitektfirman Hagstrand & Lindberg. Över entrén fanns en stor uppåtriktat baldakin med biografnamnet i neonbokstäver i skrivstil. Interiören var elegant, väggarna var klädda med mossgrön sammet och de 317 fåtöljerna hade tegelröd klädsel. 
Som så många andra biografer föll även Orkanen offer för biografdöden under 1960-talet. De regelbundna filmvisningarna upphörde redan 1961. Därefter förekom sporadiska filmförevisningar. Den sista annonsen som kunnat spåras i dagstidningarna förekom den 1 september 1968. 
Lokalen fungerade ett tag som inspelningsstudio för TV-film. 2012 fanns där ett TV-produktionsbolag för en kulturförening. För närvarande (2020) inhyser den gamla biograflokalen ett gym vid namn Orkanen. Idag påminner bara den stora baldakinen om att det en gång fanns en biograf i byggnaden.